# Atarba javanica
Atarba javanica är en tvåvingeart som beskrevs av Alexander 1915. Atarba javanica ingår i släktet Atarba och familjen småharkrankar. Inga underarter finns listade i Catalogue of Life.